# Pałac Cohna we Włocławku
Pałac Cohna we Włocławku – zabytkowa kamienica w centrum Włocławka.

## Lokalizacja
Kamienica znajduje się w dzielnicy Śródmieście, przy ul. Kościuszki 12 we Włocławku.

## Historia

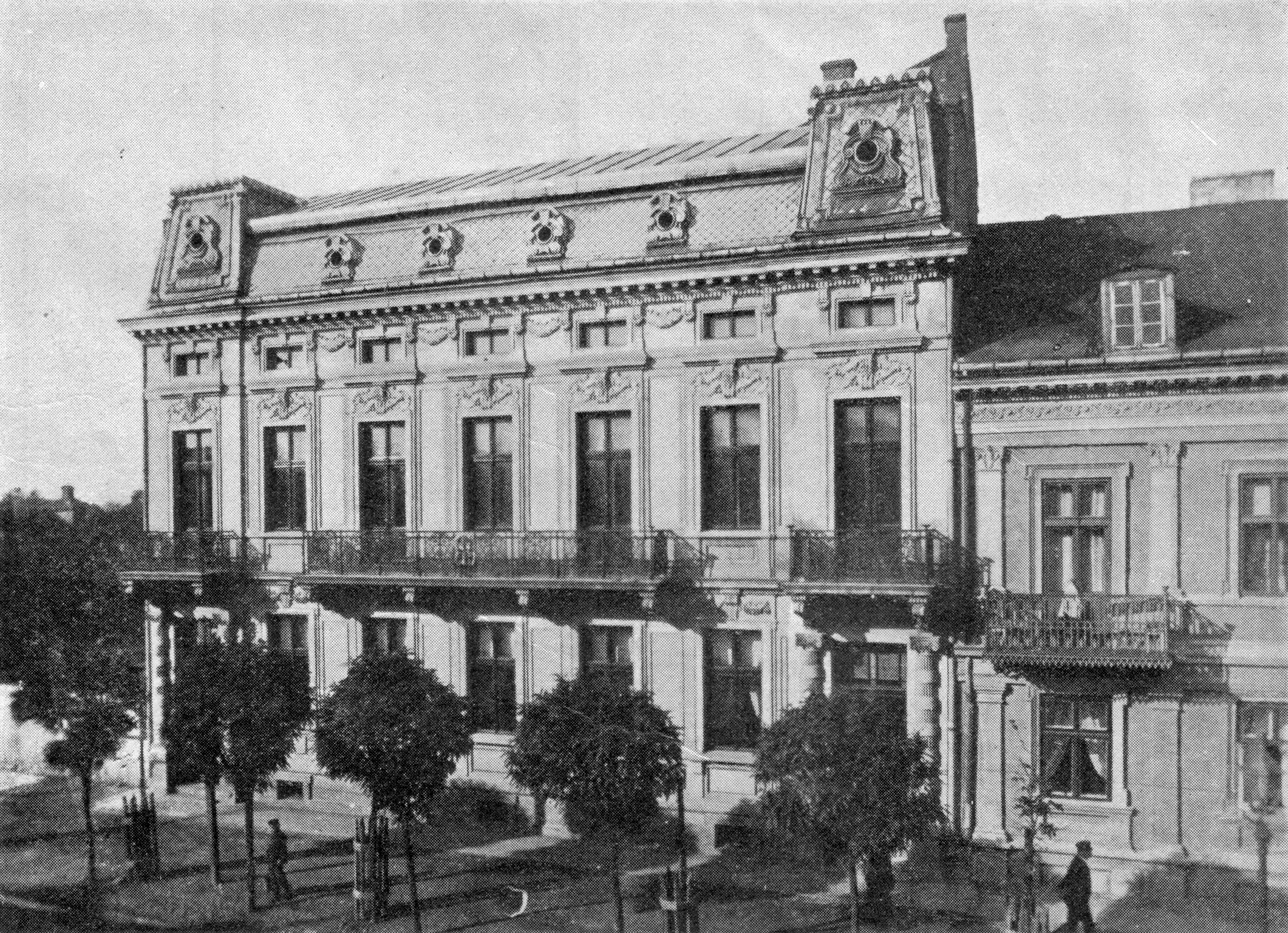
Gmach Magistratu przy ul. Kościuszki 12, Włocławek

Eklektyczny budynek został zbudowany w 1882 r. dla Ludwika Cohna (współwłaściciela pierwszej włocławskiej Fabryki Fajansu) przy ul. Żelaznej (obecnie Kościuszki). Autorem  projektu budynku był architekt- Bronisław Żochowski-Brodzic. W  1895 r. Ludwik Cohn zadeklarował chęć sprzedaży kamienicy dla miasta. W 1889 roku została odkupiona przez władze miejskie na siedzibę Magistratu. Obecnie mieści się tu Wydział Komunikacji i Urząd Stanu Cywilnego Urzędu Miasta we Włocławku.

## Architektura
Jest to piętrowa kamienica z balkonami o bogato zdobionych żeliwnych balustradach, dachem mansardowym. Wewnątrz klatki schodowej wzrok przykuwają zabytkowe płytki ceramiczne z II połowy XIX wieku z inicjałami L i C (Ludwik Cohn) oraz napisem „salve” (witaj, bądź pozdrowiony). Na piętrze kamienicy znajdują się przestrzenne reprezentacyjne sale zdobione dekoracją sztukatorską, w tym sala ślubów tzw. „Sala Różana”.